# Andrejčič
Andrejčič je priimek v Sloveniji, ki ga je po podatkih Statističnega urada Republike Slovenije na dan 1. januarja 2010 uporabljalo 148 oseb in je med vsemi priimki po pogostosti uporabe uvrščen na 3.028. mesto.

## Znani nosilci priimka
- Anton Andrejčič (1882 - 1964), dr. prava?
- Igor Andrejčič (1924 - 1982), prof.
- Ivan Andrejčič
- Marija Andrejčič (1921 - 2019), prof.
- Radovan Andrejčič (1931 - 2010), matematik/mehanik, strokovnjak za sisteme kakovosti, prof. FS UM, VŠOD Kranj ...
- Zvone (Zvonimir) Andrejčič - Zvonc (1950 - 2010), član pete jugoslovanske alpinistične odprave v Himalajo